# إيرل يوجين أوكونور
إيرل يوجين أوكونور (بالإنجليزية: Earl Eugene O'Connor) هو محامي وقاضي أمريكي، ولد في 6 أكتوبر 1922 في باولا في الولايات المتحدة، وتوفي في 29 نوفمبر 1998 في ميسن في الولايات المتحدة.